# Chylice (stacja kolejowa)
Chylice – zlikwidowana wąskotorowa stacja kolejowa w Konstancinie-Jeziornie, w dzielnicy Skolimów; w województwie mazowieckim, w Polsce. Nazwa stacji pochodziła od wsi Chylice, ale była ona położona poza jej współczesnymi granicami administracyjnymi. Z układu torowego stacji odchodziła na południe bocznica towarowa do Cegielni Chylice.
W obrębie stacji znajdowała się zachowana do dzisiaj parowozownia, położona przy ul. Kazimierza Pułaskiego 4. Po jej zamknięciu w budynku znajdowały się mieszkania komunalne, zaś w 2020 roku budynek był opuszczony i nieużytkowany. Na stacji znajdowały się także skład opału oraz wieża ciśnień, które nie zachowały się do czasów współczesnych.